# Kånsta kvarn

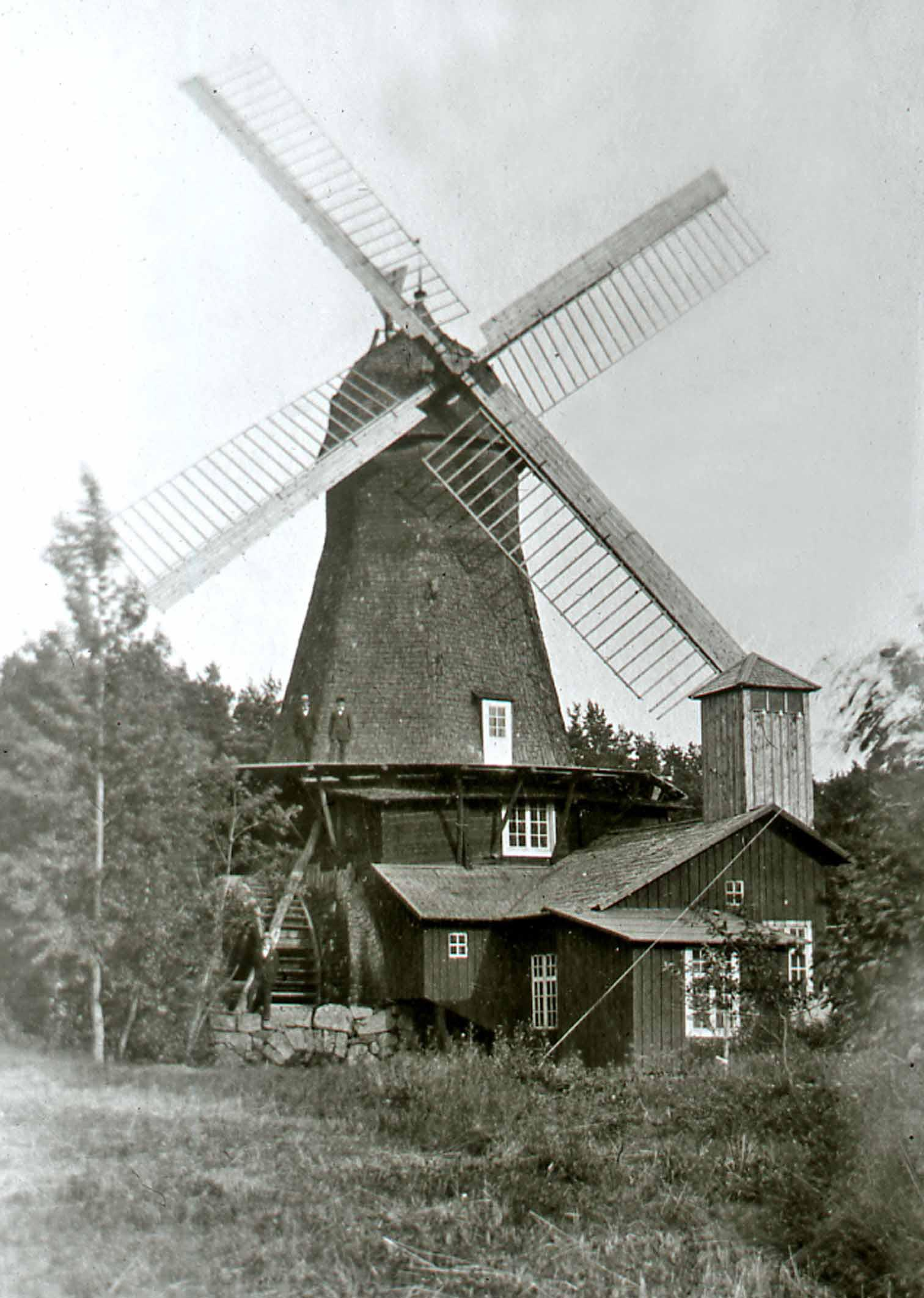
Kånsta kvarn

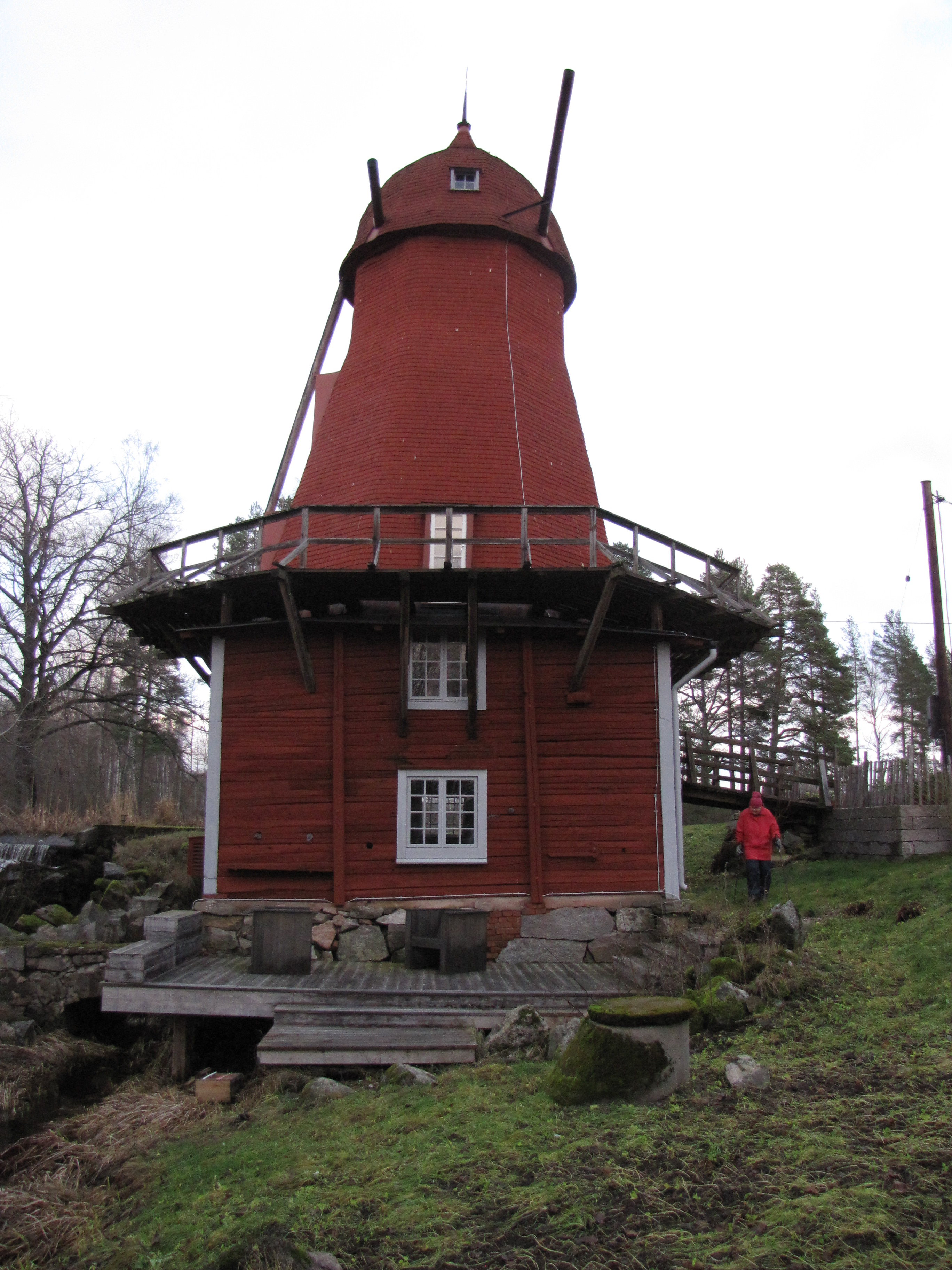
Kånsta kvarn i december 2020.

Kånsta kvarn ligger utmed Riksväg 52, 2½ km öster om Sköllersta i Sköllersta socken i Hallsbergs kommun. Den uppfördes 1858 och är en kombinationskvarn, eftersom den kunde drivas med både vind och vatten. 
Den nedre delen av kvarnen byggdes först, och var avsedd för vattendrift. Under senare delen av 1800-talet byggdes den om, så att den även kunde drivas med vind. På 1920-talet satte man även in en elmotor som kvarnen kunde drivas av. Kvarnen var i drift fram till 1939. Kvarnutrustningen revs då ut, och användes successivt till andra kvarnar.
Hallsbergs kommun fick senare kvarnen i donation. Under en tid drevs det sommarcafé i byggnaden. Efter flera år av bristande underhåll startade kommunen i samarbete med TV4:s livsstilsprogram Sommar med Ernst, 2018 en renovering av kvarnen. Renoveringsprojektet blev en del av Sommar med Ernst, där Ernst Kirchsteiger genomför ombyggnadsprojekt, under programmets elfte säsong, 2018.